# Epicephala australis
Epicephala australis là một loài bướm đêm thuộc họ Gracillariidae. Nó được tìm thấy ở Queensland.
Ấu trùng ăn Acacia longifolia. Chúng có thể ăn lá nơi chúng làm tổ.